# Šibarġan
Šibarġan (persa: شبرغان) es una ciudad de Afganistán. Está situada en el norte del país. 
Su población es de 59.576 habitantes (2007). 
Es la capital de la provincia de Jawzjān. 

## Localización
Šibarġan está localizada a 36°39′55″N 65°45′08″E / 36.66528, 65.75222 cerca de los bancos del río Safid, a 130 km (80 millas) al oeste de Mazār-e Šarīf en la ruta principal Herat-Qandahār-Kābul-Mazār-e Šarīf-Šibarġan-Maymanah-Herat. El aeropuerto de Šibarġan está situado entre Šibarġan y Āqčah. 

## Historia
Šibarġan fue hace tiempo un próspero asentamiento a lo largo de la Ruta de la Seda. En 1978, arqueólogos soviéticos descubrieron la famosa Provisión Bactríana en la villa de Tillia tepe en las afueras de Šibarġan. En el siglo XIII Marco Polo visitó la ciudad y más tarde escribió sobre sus melones de dulce miel. Šibarġan se convirtió en la capital de un khanato independiente uzbeko que fue asignado a Afganistán por el acuerdo fronterizo Anglo-Ruso de 1873.
En 1977 un equipo arqueológico soviético-afgano comenzó serias excavaciones tres millas al norte de la ciudad por reliquias. Ellos han destapado columnas de ladrillos de lodo y un altar con forma de cruz de un antiguo templo que se remonta por lo menos en el 1000 a. C. 
Šibarġan fue el sitio de la Masacre de Dasht-i-Leili en diciembre del 2001, durante la invasión de los EE. UU a Afganistán fueron entre 250 y 3.000 (depende de fuentes) los prisioneros talibán fueron asesinados o ahogados en recipientes de carga metálica, algunos fueron transferidos por soldados norteamericanos y de la Alianza del Norte de Kunduz a la prisión de Šibarġan. 
Šibarġan fue la fortaleza del militar uzbeko el general Abdul Rashid Dostum, quien derrotó a su rival tayiko, el general Mohammed Atta por el control del norte de Afganistán.

## Economía
Šibarġan es reconocida por su tierra agrícola irrigada. 
Con asistencia soviética, la explosión de la reserva natural de gas en Afganistán comenzó en 1967 en el campo Khowaja Gogerak, a 15 kilómetros al este de Šibarġan en la provincia de Jawzjān. Las reservas del campo fueron consideradas en 67 billones de metros cúbicos. En 1967, los soviéticos también completaron un gasoducto de gas de 100 kilómetros conectando con Keleft de la Unión Soviética con Šibarġan.
Šibarġan es importante en la infraestructura de energía de Afganistán:
- El pozo petrolífero Zomrad Sai está situado cerca de Šibarġan.
- La Planta Cobertura Šibarġan procesa aceite crudo por consumo en calderas hervidas en Kābul, Mazār-e Šarīf y Šibarġan.
- Los campos de gas de Jorqaduk, Khowaja Gogerak y Yatimtaq están localizadas a 20 millas dentro de Šibarġan.